# Biohazard
Biohazard is een band afkomstig van Brooklyn, New York. Ze staan bekend als een van de eerste groepen die hardcore punk met heavy metal en hiphop fuseerden. De originele bezetting bestond uit zanger-bassist Evan Seinfeld, gitarist Bobby Hambel en drummer Anthony Meo. Zij werden snel vergezeld door zanger-gitarist Billy Graziadei. De huidige bezetting bestaat uit Billy Graziadei, Bobby Hambel, Scott Roberts en drummer Danny Schuler. Scott Roberts verliet de band in februari 2016.

## Discografie

### Albums
| Album met eventuele hitnotering(en) in de Nederlandse Album Top 100 | Datum van verschijnen | Datum van binnenkomst | Hoogste positie | Aantal weken | Opmerkingen   |
| ------------------------------------------------------------------- | --------------------- | --------------------- | --------------- | ------------ | ------------- |
| First demo tape                                                     | 1988                  | -                     |                 |              | Demo          |
| Second demo tape                                                    | 1989                  | -                     |                 |              | Demo          |
| Biohazard                                                           | 30-06-1990            | -                     |                 |              |               |
| Urban discipline                                                    | 10-11-1992            | -                     |                 |              |               |
| State of the world address                                          | 24-05-1994            | 14-05-1994            | 27              | 20           |               |
| Mata leão                                                           | 25-06-1996            | 08-06-1996            | 39              | 7            |               |
| No holds barred                                                     | 12-08-1997            | 30-08-1997            | 72              | 5            | Livealbum     |
| New world disorder                                                  | 08-06-1999            | -                     |                 |              |               |
| Tales from the B-side                                               | 03-07-2001            | -                     |                 |              | Verzamelalbum |
| Uncivilization                                                      | 11-09-2001            | -                     |                 |              |               |
| Kill or be killed                                                   | 18-03-2003            | -                     |                 |              |               |
| Means to an end                                                     | 30-08-2005            | -                     |                 |              |               |
| Live in San Francisco                                               | 2007                  | -                     |                 |              | Livealbum     |
| Reborn in defiance                                                  | 20-01-2012            | -                     |                 |              |               |

| Album met hitnotering(en) in de Vlaamse Ultratop 200 albums | Datum van verschijnen | Datum van binnenkomst | Hoogste positie | Aantal weken | Opmerkingen |
| ----------------------------------------------------------- | --------------------- | --------------------- | --------------- | ------------ | ----------- |
| Mata leão                                                   | 1996                  | 15-06-1996            | 32              | 4            |             |
| Reborn in defiance                                          | 2012                  | 28-01-2012            | 98              | 1            |             |